# Comuna Strejești, Olt
Strejești este o comună în județul Olt, Oltenia, România, formată din satele Colibași, Mamura, Strejeștii de Sus și Strejești (reședința). Comuna Strejești este situată în partea de nord-vest a județului Olt, la 17 de km de orașul Slatina.

## Istoric
Satul Strejești  este menționat într-un zapis emis la 15
februarie 1576, în care Andrei din Strejești apare ca martor la vânzarea unui sălaș
de țigani de către Slavna călugărița și Stanca Bengăi lui Dumitru postelnic din
Lăcusteni. La 18 noiembrie 1590, Mihnea Turcitul a întărit lui Radu fost mare
armaș și fiilor lui mai multe vii în Strejești cumpărate de la Stanciu, Jderca, Stan,
Dumitru, Stoian, Barbu. La 25 iunie 1600, Nicolae Pătrașcu confirmat lui Radu
Buzescu fost mare clucer stăpânirea asupra unei jumătăți din Strejești. Acesta
obținuse moșia în urma căsătoriei cu Stanca, fiica Velicăi din Boldești. În acest
hrisov, se mai menționa ca jumătate din această ocină să revină mănăstirii Călui iar
jumătate mănăstirii Dobrușa în cazul în care Radu Buzescu, fost mare clucer, nu ar
fi avut urmași
```
Radu Buzescu fost mare clucer a cumpărat și cealaltă jumătate din
```

satul Strejești de la Tudor logofăt și Dragomir postelnic, fii, lui Lăudat logofăt din
Vlădeni, cu 14.000 de aspri. La 10 ianuarie 1610, Radu Buzescu a hotărât ca
jumătate din Strejești să revină mănăstirilor Călui și Dobrușa, iar jumătate să
rămână fiilor săi. În cazul în care fii lui Radu nu ar fi avut urmași, jumătate din
satul Strejești revenea fiicei sale Elena. La 10 mai 1627, satul Strejești se găsea în
stăpânirea lui Radu Buzescu postelnic. La 10 iunie 1656, satul cu rumâni era
proprietatea jupâniței Elena Buzescu și a fiului său Mateiaș postelnicul. În anul
1695, domnitorul Constantin Brâncoveanu a luat 100 de stânjeni din moșia Strejești
de la Constantin Buzescu și i-a dăruit mănăstirii Hurezi. Stăpânirea mănăstirii
asupra acestei părți din Strejești nu a durat foarte mult deoarece în anul 1760,
aceasta nu mai mai figura între proprietățile sale

## Date geografice
Relieful comunei este deluros, parțial de luncă în jurul Oltului.
Rețeaua hidrografică este dată de râul Olt și de păraiele Dâlca, Mamu și Cernișorul.
- Nord: Grădinari
- Vest: Teslui și Curtișoara
- Sud: Pleșoiu
- Est: Cârlogani
- Nord-est: Lungești

## Demografie
Componența etnică a comunei Strejești
     Români (90,35%)
     Romi (3,93%)
     Alte etnii (0,11%)
     Necunoscută (5,61%)
Componența confesională a comunei Strejești
     Ortodocși (94,06%)
     Alte religii (0,18%)
     Necunoscută (5,76%)
Conform recensământului efectuat în 2021, populația comunei Strejești se ridică la 2.726 de locuitori, în scădere față de recensământul anterior din 2011, când fuseseră înregistrați 3.237 de locuitori. Majoritatea locuitorilor sunt români (90,35%), cu o minoritate de romi (3,93%), iar pentru 5,61% nu se cunoaște apartenența etnică. Din punct de vedere confesional, majoritatea locuitorilor sunt ortodocși (94,06%), iar pentru 5,76% nu se cunoaște apartenența confesională.

## Politică și administrație
Comuna Strejești este administrată de un primar și un consiliu local compus din 11 consilieri. Primarul, Marian Speriatu[*], de la Partidul Național Liberal, este în funcție din 1 noiembrie 2024. Începând cu alegerile locale din 2024, consiliul local are următoarea componență pe partide politice:
|  | Partid                          | Consilieri | Componența Consiliului | Componența Consiliului | Componența Consiliului | Componența Consiliului | Componența Consiliului | Componența Consiliului |
|  | ------------------------------- | ---------- | ---------------------- | ---------------------- | ---------------------- | ---------------------- | ---------------------- | ---------------------- |
|  | Partidul Național Liberal       | 6          |                        |                        |                        |                        |                        |                        |
|  | Partidul Social Democrat        | 4          |                        |                        |                        |                        |                        |                        |
|  | Alianța pentru Unirea Românilor | 1          |                        |                        |                        |                        |                        |                        |

## Personalități
- Ilie Pârvu (n. 1941), filosof.
- Marin Bobeș, senator